# 鏡宮神社 (伊勢市)
鏡宮神社（かがみのみやじんじゃ）は、伊勢神宮皇大神宮（内宮）の末社。内宮の末社16社のうち、第16位である。
三重県伊勢市朝熊町（あさまちょう）の五十鈴川と支流の朝熊川の合流部に位置し、朝熊川の対岸に朝熊神社・朝熊御前神社が鎮座する。

## 概要
神鏡を奉斎する神社である。祭神は岩上二面神鏡霊（いわのうえのふたつのみかがみのみたま）で、鏡を依り代としている。
社名「鏡宮」は元来、朝熊神社の異称の1つであった。朝熊神社で白と銅の2面の鏡を奉安していたことに由来する名で、寛文3年（1663年）に朝熊神社の御前社として鏡宮神社が再興された。朝熊神社・朝熊御前神社と鏡宮神社は直線距離では100mも離れていないが、朝熊川を公道の橋で渡るとかなりの距離を移動しなければならなかった。そのため祭祀の便宜を図り、歩行者しか渡れない程度の幅の狭い橋が架橋された。これにより約200mの移動で済むようになった。

## 境内
8畝3歩（≒803m2）ある境内には木の柵に囲まれた「虎石」があり、川の中には「潮干石」があるなど周辺には多くの岩が見られる。境内の樹木にはマツが多い。
「虎石」はかつての依り代であり、この岩の上に2面の鏡が祀られていた。

## 歴史
創建は不詳。『皇太神宮儀式帳』には記載がない。寛文3年（1663年）に朝熊神社の御前社として再建された後、朝熊神社の隣に朝熊御前神社が建てられ、鏡宮神社は朝熊神社から独立した神社となった。
明治5年6月（グレゴリオ暦：1872年7月）、教部省は古書に記載のない神社を一律に神宮所管から外し、度会県および三重県管轄に移行したため、鏡宮神社も神宮所管から離れることとなった。しかし、神宮側は「儀式帳にこそ記載はないが、他の古典では存在が確認され、格別の崇敬のあった神社である」と主張した。この主張は聞き入れられ、1876年（明治9年）に内宮末社に復帰した。
その後、鏡宮神社が内宮の末社に列格することについて神宮では議論が起きた。すなわち、朝熊神社との縁が深いことから、朝熊神社末社に位置付けるべきとの意見が出されたのであった。結局、朝熊神社末社へ移行することなく、内宮末社の1社のままである。

## 交通
公共交通
- 近鉄鳥羽線
  - 朝熊駅より徒歩約18分（約1.5km）。
  - 五十鈴川駅より三重交通バス「夫婦岩東口」行き乗車、「朝熊インター」バス停下車、徒歩約5分（約470m）。ただし本数が極端に少ないため、往路か復路かのいずれかにしか利用できない。
- JR参宮線五十鈴ケ丘駅より徒歩約28分（約2.3km）。

自家用車
- 伊勢二見鳥羽ライン朝熊ICより約3分（約1km）。